# Imi Lichtenfeld
Imi Lichtenfeld (Boedapest, 26 mei 1910 – Netanja, 9 januari 1998) was een Israëlisch vechtsporter die de zelfverdedigingskunst krav maga ontwikkelde. Hij was ook bekend als Imi Sde-Or, de Hebreeuwse leenvertaling van zijn naam.
Lichtenfeld groeide op in Presburg, de huidige Slowaakse hoofdstad Bratislava. Zijn vader was politie-inspecteur en richtte vier jaar voor zijn geboorte de eerste jiujitsu-school in deze stad op.
Al jong geconfronteerd met antisemitisme en het geweld dat daarmee gepaard ging hield Lichtenfeld zich bezig met vechtsporten als boksen en worstelen. In het laatste werd hij zelfs nationaal kampioen van Slowakije.
Lichtenfeld wist per schip te ontkomen aan de nazi-overheersing, en emigreerde naar het Brits mandaatgebied Palestina, waar hij later de naam 'Sde-Or' kreeg. Vanaf 1944 onderwees Lichtenfeld leden van de Hagana en Palmach in de zaken waarin hij vaardig was, zoals worstelen en zwemmen. In 1948, het jaar van de oprichting van de Staat Israël, werd hij hoofdinstructeur voor krav maga aan het instituut voor fysieke training van het Israëlische defensieleger.
Samen met Eyal Yanilov schreef Lichtenfeld het boek How to Defend Yourself Against Armed Assaults.